# Distrito de Warendorf
El Distrito de Warendorf (en alemán: Kreis Warendorf) es un distrito de Alemania que se encuentra en la comarca de Münsterland en la región de Münster al norte del estado federal de la Renania del Norte-Westfalia. La capital del distrito es Warendorf.

## Geografía
El monte más alto del distrito es el Mackenberg con 173 metros se encuentra en las inmediaciones de la ciudad de Oelde. El mayor río que fluye por el territorio es el Ems, fluye además en dirección este-oeste el Lippe. El Kreis Warendorf limita al norte con el distrito de Steinfurt y con los distritos de Baja Sajonia Osnabrück, al este con distrito de Gütersloh y al sur limita con el distrito de Soest así como con la ciudad independendiente (kreisfreie Stadt) Hamm al oeste hace frontera con el distrito de Coesfeld así como con la ciudad de Münster.

## Composición del distrito
| Ciudades 1. Ahlen, (54.949) 2. Beckum, (37.410) 3. Drensteinfurt (15.222) 4. Ennigerloh (20.472) 5. Oelde, (29.513) 6. Sassenberg (14.410) 7. Sendenhorst (13.374) 8. Telgte (19.541) 9. Warendorf, (38.745) | Gemeinden 1. Beelen (6.371) 2. Everswinkel (9.511) 3. Ostbevern (10.665) 4. Wadersloh (13.099) |

(Registro de habitantes a 30 de junio de 2006 )